# Imma regnomorpha
Imma regnomorpha är en fjärilsart som beskrevs av Diakonoff 1967. Imma regnomorpha ingår i släktet Imma och familjen Immidae. Inga underarter finns listade i Catalogue of Life.